# Municipio de Tyro (Carolina del Norte)
El municipio de Tyro (en inglés: Tyro Township) es un municipio ubicado en el  condado de Davidson en el estado estadounidense de Carolina del Norte. En el año 2010 tenía una población de 9.025 habitantes.

## Geografía
El municipio de Tyro se encuentra ubicado en las coordenadas 35°49′27.5″N 80°21′41.19″O / 35.824306, -80.3614417.